# رستم أباد (بشتكوه)
رستم أباد (بالفارسية: رستم‌آباد) هي قرية تقع في إيران في Poshtkuh Rural District. يقدر عدد سكانها بـ 1,091 نسمة .